# Tusk (2014)
Tusk ist ein US-amerikanischer Horrorfilm bzw. eine schwarzhumorige Horrorkomödie mit Body-Horror-Elementen aus dem Jahr 2014. Das Drehbuch wurde von Kevin Smith verfasst, der gleichzeitig auch die Regie führte. Unter den Darstellern findet man Michael Parks, Justin Long, Haley Joel Osment, Génesis Rodríguez und Johnny Depp. Der Film stellt auch den Beginn von Smiths geplanter True North Trilogy dar.
Tusk hatte seine Weltpremiere auf dem Toronto International Film Festival, bevor er am 19. September 2014 von A24 Films veröffentlicht wurde. Der Film war Smiths erster „Major-Wide-Release“ seit dem Auftragsfilm Cop Out.

## Handlung
Die beiden Freunde Wallace Bryton und Teddy Craft moderieren einen populären Podcast namens The Not-See Party, in dem sie hauptsächlich über virale Internet-Clips herziehen. Wallace plant, nach Kanada zu fliegen, um dort eine von ihnen gehypte Internet-Berühmtheit namens „Kill Bill Kid“ zu interviewen, welche sich in einem ihrer Clips beim Herumspielen mit einem Katana-Schwert ein Bein abgeschnitten hatte. In Rückblenden wird erklärt, dass Wallace ursprünglich ein gescheiterter Standup-Comedian war, welcher durch seinen aus der Erfahrung des Scheiterns heraus entwickelten, boshaften und menschenverachtenden Sarkasmus doch noch zu (geringer) Berühmtheit gelangte. Außerdem wird erwähnt, dass er seine Freundin Ally in regelmäßigen Abständen hintergeht.
Nachdem er im kanadischen Manitoba gelandet ist, muss Wallace überrascht feststellen, dass „Kill Bill Kid“ aufgrund der verletzenden Meldungen in seinem Podcast Selbstmord begangen hat. Um nicht umsonst geflogen zu sein, beschließt er, einen weiteren Tag in Kanada zu bleiben, um eine andere Person für ein Interview zu finden. Auf eine Anzeige hin findet er ein Zimmer bei einem älteren Herrn namens Howard Howe, der um die Erledigung einfacher Hausarbeiten bittet und interessante Geschichten aus seinem aufregenden Leben als Seemann verspricht. Howe, der im Rollstuhl sitzt, erzählt ihm die Geschichte von einem Schiffsunglück, bei welchem er als Schiffbrüchiger von einem Walross gerettet wurde und die folgenden Monate mit dem Tier auf einer Insel verbrachte. Er nannte das Tier „Mr. Tusk“.
Während Wallace aufgeregt den Geschichten lauscht, wird er immer müder, bis er schließlich bemerkt, dass Howard den Tee mit einem Betäubungsmittel versetzt hatte, und schlagartig zusammenfällt.
Als er wieder zu sich kommt, findet Wallace sich in einen Rollstuhl geschnallt wieder. Außerdem muss er feststellen, dass sein linkes Bein amputiert worden ist. Howard behauptet, dass ein Spinnenbiss ihn in seine Ohnmacht geführt hätte, woraufhin Howard einen Arzt rief, welcher das Bein abnehmen musste, um Wallaces Leben zu retten. Doch auf Wallaces Fragen, wo der Arzt nun sei, behauptet der Hausherr lediglich immer wieder, dass dieser „wieder im Krankenhaus auf Visite“ sei.
Während des darauffolgenden Abendessens enthüllt Howard dann schließlich doch noch seine wahren Absichten: Er hatte Wallace betäubt und ihm das Bein abgenommen. Aber damit nicht genug. Howard will Wallace ein Geschenk machen, und zwar ihn von seinem Menschsein befreien (laut Howard ist der Mensch das gefährlichste und unbarmherzigste Raubtier der Welt). Um das zu bewerkstelligen, will er durch mehrere Operationen aus Wallace das unschuldigste und freundlichste Tier machen, das Howard jemals unter die Augen gekommen ist: Ein Walross.
In der Nacht gelingt es Wallace, an sein Handy zu kommen. Er ruft zuerst seine Freundin Alley und dann seinen Freund und Podcastkollegen Teddy an. Da aber keiner der beiden herangeht, hinterlässt Wallace eine Nachricht auf ihren Sprachboxen. Doch in der Zwischenzeit taucht Howard hinter ihm auf und schlägt Wallace bewusstlos. Daraufhin beginnt Howard mit der Operation an seinem Gefangenen. In einer Art Selbstgespräch gibt er mehr über seine Vergangenheit preis, hauptsächlich warum er mit sechzehn Jahren zur Marine gegangen war. Vorher war er nach dem Tod seiner Eltern in einem Waisenhaus eingesperrt, wo er Folter und Vergewaltigungen ausgesetzt war.
In der Zwischenzeit haben Ally und Teddy ihre Sprachboxen abgehört und sich auf den Weg nach Kanada gemacht. Sie versuchen verzweifelt, mit allen möglichen Behörden zusammenzuarbeiten, um eine Spur zu Wallace zu bekommen. Dieser wurde in der Zwischenzeit von Howard aber schon vollständig umoperiert. Seine Beine wurden ihm an den Knien abgenommen, seine Oberarme an den Körper genäht und aus seinen Schienbeinknochen wurden Hauer gefertigt, welche ihm in den Mund implantiert wurden. Um das Erscheinungsbild eines Walrosses so authentisch wie möglich zu machen, hat Howard Wallace in einen aus Menschenhaut bestehenden Walross-Anzug eingenäht. Außerdem wurde ihm die Zunge entfernt, so dass er sich – ganz so wie ein richtiges Walross – nur noch über Brülllaute verständigen kann. In einem Kellerverlies hat Howard einen Pool inklusive Insel gebaut, welcher an die damalige Insel erinnert, wo er seinen echten Mr. Tusk kennengelernt hatte. Howard beginnt, Wallace mit Foltermethoden und Psychotricks immer weiter seiner menschlichen Natur zu berauben. So zwingt er ihn, rohen Fisch zu essen oder zu schwimmen, wobei Wallace einmal unter Wasser gezogen wird. Unter Wasser entdeckt Wallace die Leiche eines ebenfalls zum Walross umoperierten Menschen, womit klar wird, dass Howard diese Schreckenstat nicht zum ersten Mal begangen hat.

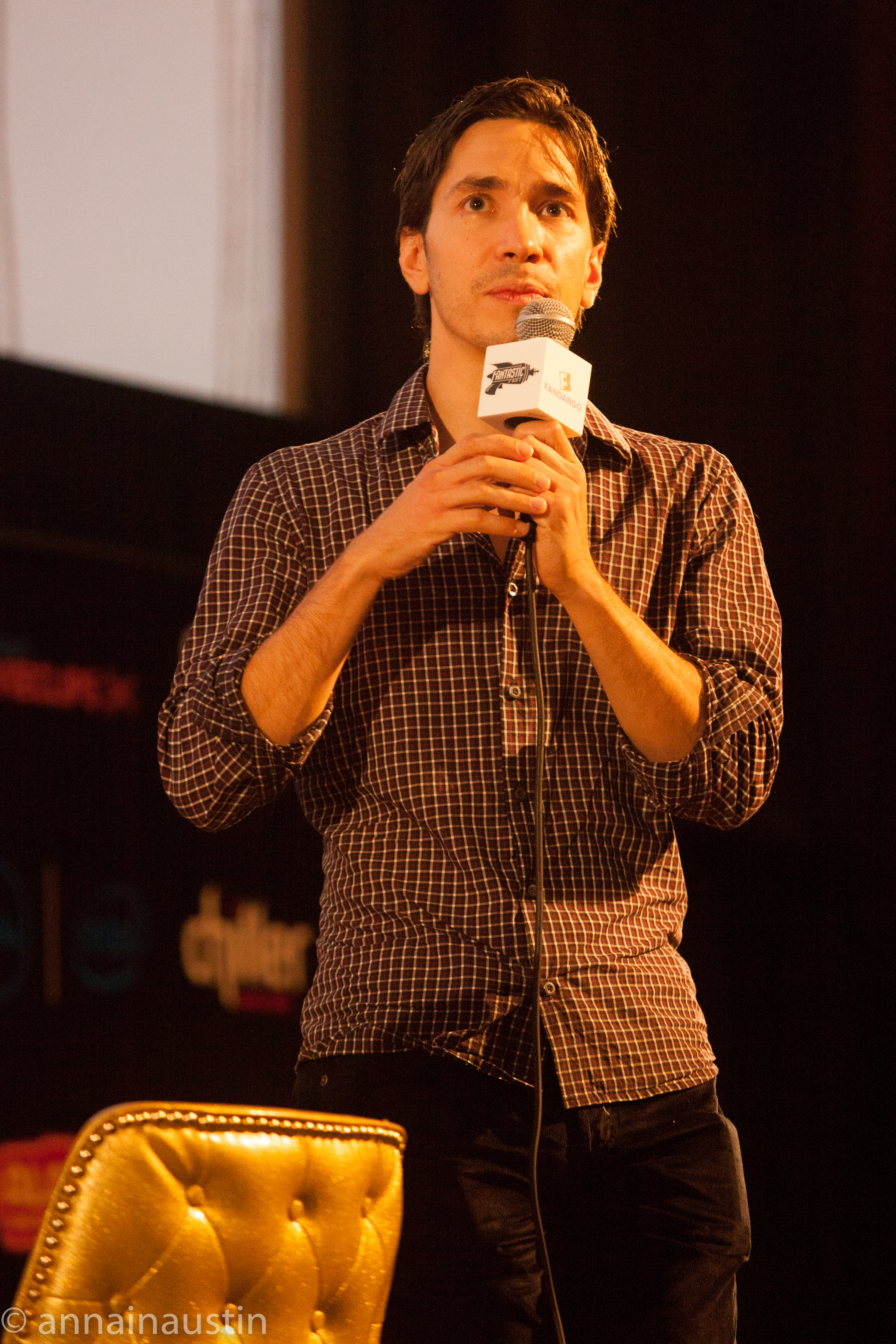
Justin Long spielt im Film Wallace Bryton

In Kanada angekommen, gehen Ally und Teddy sofort zur örtlichen Polizei. Dort wird ihnen gesagt, dass man vorerst nichts anderes tun könne, als eine Vermisstenanzeige aufzugeben. Allerdings kommt einem Polizisten die Sache seltsam vor, vor allem die Stelle der Sprachnachricht, in der Wallace sagte, dass ihm sein Bein abgenommen worden war. Er erinnert sich, dass vor einigen Monaten ein Polizist namens Guy Lapointe auf dem Revier war und sich nach seltsam verstümmelten Leichen – besonders solchen, welchen die Beine amputiert wurden – umhörte. Daraufhin nehmen Ally und Teddy Kontakt mit Lapointe auf.
Lapointe erzählt den beiden, dass es bereits dreiundzwanzig Leichen gebe, welche auf eine seltsame, morbide Art verstümmelt und gefunden worden seien. In einer Rückblende sieht man, dass Lapointe sogar einmal direkt mit Howard Howe gesprochen hatte. Lapointe untersuchte das Verschwinden eines Eishockeyspielers namens Gregory Gumtree und kam dadurch an das damalige Haus von Howard, wo er ihn nach dem Verschwundenen ausfragen wollte. Da dieser aber einen stark geistig verwirrten Eindruck machte (ob dies nur gespielt war oder der Wahrheit entsprach, bleibt für den Zuschauer offen), forschte Lapointe nicht weiter nach.
Mit Lapointes Hilfe gelingt es Ally und Teddy schließlich, auf Wallaces Fährte zu gelangen. Sie bewaffnen sich und dringen in Howes Haus ein. Dort hat sich in der Zwischenzeit der Hausherr in ein eigenes Walrosskostüm aus Menschenhaut begeben, um gegen Wallace zu kämpfen. Um aus ihm ein richtiges Walross zu machen, muss Wallace erst gegen ein anderes Walross kämpfen. Außerdem will Howard auf diese Weise Buße tun, seinem neuen Mr. Tusk die Chance geben zu überleben. Denn, wie man daraufhin in einer Rückblende erfährt, tötete Howard nach sechs Monaten auf der Insel seinen Retter, um nicht verhungern zu müssen. Aber nicht einmal eine Stunde, nachdem er das Walross getötet hatte und er sich von seinem Fleisch ernährte, kam ein Schiff und las Howard auf. Seit dieser Zeit will Howard Mr. Tusk die Chance einräumen, sich dafür zu rächen.
In dem Kampf gelingt es Wallace schließlich, Howard zu überrumpeln und ihn mit seinen Stoßzähnen zu Tode zu stechen. In diesem Augenblick stürmen Ally, Teddy und Lapointe in das Kellerverlies. Sie sehen Wallace erschrocken an. In der Zwischenzeit hat sich Wallace nun auch geistig fast zu einem Walross entwickelt und brüllt seine Retter bloß noch animalisch aggressiv an.
In der letzten Einstellung sieht man, dass Teddy und Alley im Garten von Wallaces Haus ein Gehege für ihn eingerichtet haben. Als sich Ally unter Tränen von ihm verabschiedet und wieder geht, sieht man, dass auch Wallace eine Träne vergießt – ein Beweis dafür, dass doch noch etwas Menschliches in ihm ist.

## Kritiken
William Bibbiani schrieb auf Mandatory.com, der Film habe keinen Humor und hätte die Ironie getötet. Glenn Dunks von Junkee.com nannte ihn den schlechtesten Film des Jahres 2014.
Kritiker Erik Lundegaard von der The Seattle Times, gab dem Film null von vier Sternen und schrieb:

“Tusk,” which is based on one of Smith’s own podcasts, is the most disgusting and pointless movie I’ve seen. Emphasis on pointless. I spent half the movie sick to my stomach

„Tusk, der auf einem von Smiths Podcasts beruht, ist der widerlichste und sinnloseste Film, den ich jemals gesehen habe. Betonung auf sinnlos. Die Hälfte des Films war mir kotzübel.“

Auf Kino.de wird Tusk mit unter den besten Horrorkomödien gelistet.

„Man kann über Kevin Smith sagen, was man will, aber er ist immer für eine Überraschung gut. In diesem verspielt angerichteten und streckenweise durchaus lustigen Horrorfilm schickt er einen Verrückten los, um Justin Long zu einem Walross umzuschnitzen. Komplett mit abgeschnittenen Füßen, an die Seite genähten Armen, und aus dem Schienbein gewonnenen Zähnen. Kanadierwitze an anrührender Love Story an Zumutungen beinahe vom Format eines Human Centipede.“

„Eine echte Kino-Kuriosität, der nach einem atmosphärischen Auftakt allerdings vorzeitig die Puste ausgeht – auch „dank“ des ungehemmt auf den Putz hauenden Gaststars Johnny Depp.“

## Entstehungsgeschichte
Die Idee zum Film entstand aus einer Gumtree Anzeige, in der ein Untermieter gesucht wurde, welcher mietfrei wohnen dürfe, wenn er sich wie ein Walross verkleidet und benimmt. Die Anzeige wurde auf verschiedenen Websites wie BuzzFeed und Mashabl geteilt und ging 2013 viral. Sie stellte sich später als Hoax von Christopher Parkinson heraus.
Der Song beim Abspann ist „Oh Waly Waly“ vom Sänger Gerard Way. Die beiden jungen Kassiererinnen der kanadischen Raststätte sind Harley-Quinn Smith und Lily-Rose Depp. Beide spielen diese Rollen (diesmal die Hauptrollen) in Yoga Hosers, dem zweiten Teil der True North Trilogy, wieder. Das Kill Bill Kid ist eine Anspielung auf das Star Wars Kid.
Kevin Smith plante, drei seiner Podcast-Geschichten auf die Leinwand zu bringen. Alle sollten in Kanada spielen und damit die „True North Trilogy“ (Wahrer-Norden-Trilogie) bilden. Wie bereits in Kevin Smiths vorangegangener New-Jersey-Saga sollen auch in den auf Tusk folgenden Filmen wieder Schauspieler in ihren vorangegangenen Filmrollen auftreten. Der zweite Film der geplanten Trilogie, Yoga Hosers, erschien 2016. Als zweite und finale Fortsetzung nennt Smith einen Film namens Moose Jaws, dessen Genre er mit „Jaws with Moose“ (Der weiße Hai mit Elchen) beschrieb.